# Patrícia Mellodi
Ana Patricia Oliveira Melo (Teresina, 24 de agosto de 1972), cujo nome artístico é Patrícia Mellodi, é uma cantora e compositora piauiense radicada na cidade do Rio de Janeiro. 

## Carreira
Patricia Mellodi participou de um concurso no programa Domingão do Faustão, ficando em terceiro lugar. A canção Sem amor fez parte da trilha sonora da telenovela Porto dos Milagres, em 2001, na Rede Globo. A cantora foi indicada em duas categorias ("Canção popular" e "Voto popular") do prêmio Tim de 2007.
Seu segundo álbum, lançado em 2006, chama-se Pacote Completo.